# Acrotomodes hepaticata
Acrotomodes hepaticata är en fjärilsart som beskrevs av W. Warren 1895. Acrotomodes hepaticata ingår i släktet Acrotomodes och familjen mätare. Inga underarter finns listade i Catalogue of Life.